# Brunsberg (Teutoburger Wald)
Der Brunsberg ist ein 277,9 m ü. NHN hoher Berg am Menkhauser Bachtal nahe dem Bielefelder Stadtteil Sennestadt.

## Geographie
Der Brunsberg liegt im Naturschutzgebiet Östlicher Teutoburger Wald. Nördlich von ihm befindet sich Lämershagen-Gräfinghagen, im Osten das Menkhauser Bachtal sowie der Steinbült (261,4 m) und der Menkhauser Berg (271 m), im Süden das Haus Neuland und die Senne, im Westen der Maakenberg (286,5 m) und Lewenberg (312,6 m).